# Az Operaház fantomja (film, 1925)
Az Operaház fantomja (eredeti cím: The Phantom of the Opera) 1925-ben bemutatott amerikai némafilm, amely Gaston Leroux „Az Operaház fantomja” című regénye alapján készült.

## Cselekmény
Erik borzalmasan csúf arca miatt a párizsi operaház pincéiben lakik és folyamatosan álarcot visel. Beleszeret Christine Daaé opera-énekesnőbe, aki azonban Raoul jegyese. Erik a lány mestere lesz, de a viszonzatlan szerelem miatt őt szemeli ki bűnbaknak, hogy rajta keresztül bosszulja meg az embereken az egész életében elszenvedett kiközösítést.

## Szereplők
- Lon Chaney – a Fantom
- Mary Philbin – Christine Daaé
- Norman Kerry – Raoul
- Arthur Edmund Carewe – Ledoux
- Gibson Gowland – Joseph Buquet
- Virginia Pearson – Carlotta